# 18e corps d'armée (Allemagne)
Pour les articles homonymes, voir 18e corps d'armée.
Le 18e corps d'armée (en allemand : XVIII. Armeekorps) était un corps d'armée de l'armée de terre allemande, la Heer, au sein de la Wehrmacht pendant la Seconde Guerre mondiale.

## Hiérarchie des unités
La Heer se subdivise en « Heeresgruppen » :
| Nom          | Nbre d'hommes       | Unités subalternes                | Grade de commandement                 |
| ------------ | ------------------- | --------------------------------- | ------------------------------------- |
| Heeresgruppe | + 300 000           | 2 à + Armeen (Armées)             | Generaloberst ou Generalfeldmarschall |
| Armee        | + 100 000 - 300 000 | 2 à + Armeekorps (Corps d'armées) | General ou Generaloberst              |
| Armeekorps   | + 30 000 - 80 000   | 2 à + Divisionen (Division)       | Generalleutnant ou General            |
| Division     | + 10 000 – 20 000   | 2 à 6 Brigaden (Brigade)          | Generalmajor ou Generalleutnant       |
| Brigade      | + 3 000 – 5 000     | jusqu'à 3 Regimentern (Régiment)  | Oberst ou Generalmajor                |

## Historique
Le XVIII. Armeekorps est formé le 1er avril 1938 à Salzbourg dans le Wehrkreis XVIII.
Le 30 octobre 1940, une grande partie du personnel forme le XXXXIX. Gebirgskorps tandis que le reste des éléments forme le 1er novembre 1940 le XVIII. Gebirgskorps.

## Organisation

### Commandants successifs
| Date                             | Grade                     | Commandant               |
| -------------------------------- | ------------------------- | ------------------------ |
| 1er avril 1938 - 5 juin 1940     | General der Infanterie    | Eugen Beyer              |
| 5 juin 1940 - 15 juin 1940       | Generalleutnant           | Hermann Ritter von Speck |
| 15 juin 1940 - 1er novembre 1940 | General der Gebirgstruppe | Franz Böhme              |

### Chef des Generalstabes
| Date                                | Grade             | Commandant    |
| ----------------------------------- | ----------------- | ------------- |
| 1er avril 1938 - 8 février 1940     | Generalmajor i.G. | Rudolf Konrad |
| 15 février 1940 - 25 octobre 1940   | Oberst i.G.       | Hubert Lanz   |
| 25 octobre 1940 - 1er novembre 1940 | Oberst i.G.       | Max Pemsel    |

### 1. Generalstabsoffizier (Ia)
| Date                                | Grade       | Commandant    |
| ----------------------------------- | ----------- | ------------- |
| 1er avril 1938 - 15 octobre 1939    | Oberst i.G. | Erich Hofmann |
| 15 octobre 1939 - 25 octobre 1940   | Oberst i.G. | Max Pemsel    |
| 25 octobre 1940 - 1er novembre 1940 | Major i.G.  | Franz Jais    |

## Théâtres d'opérations
- Pologne : Septembre 1939 - Mai 1940
- France : Mai 1940 - Octobre 1940

## Ordre de batailles

### Rattachement d'Armées
| Date          | Armée     | Groupe d'Armées  |
| ------------- | --------- | ---------------- |
| 1939          |           |                  |
| 1er septembre | 14. Armee | Heeresgruppe Süd |
| Décembre      | 12. Armee | Heeresgruppe A   |
| 1940          |           |                  |
| Janvier       | 12. Armee | Heeresgruppe A   |
| Juin          | 9. Armee  | Heeresgruppe B   |
| Juillet       | 12. Armee | Heeresgruppe C   |
| Septembre     | 1. Armee  | Heeresgruppe C   |

### Unités subordonnées

#### Unités organiques
- Korps-Nachrichten-Abteilung 70
- Korps-Kartenstelle 418
- Feldgendarmerie-Trupp 418
- Korps-Nachschubtruppen 418

#### Unités rattachées
1er septembre 1939
- 3. Gebirgs-Division
- 4. Leichte-Division
- 2. Panzer-Division

29 avril 1940
- 1. Gebirgs-Division
- 5. Infanterie-Division
- 21. Infanterie-Division
- 25. Infanterie-Division

5 juin 1940
- 290. Infanterie-Division
- 81. Infanterie-Division
- 25. Infanterie-Division

2 août 1940
- 260. Infanterie-Division
- 23. Infanterie-Division
- 21. Infanterie-Division
- 5. Infanterie-Division

## Sources
- XVIII. Armeekorps sur Lexikon-der-wehrmacht.de